# Willies
Willies ist eine französische Gemeinde im  Département Nord in der Region Hauts-de-France. Soie gehört zum Arrondissement Avesnes-sur-Helpe und zum Kanton Fourmies.

## Lage
Die Gemeinde Willies liegt im Regionalen Naturpark Avesnois an der Helpe Majeure, die hier zum Stausee Lac du Val de Joly aufgestaut ist, drei Kilometer südwestlich der Grenze zu Belgien und 20 Kilometer südöstlich von Maubeuge. Sie grenzt im Norden an Felleries, im Nordosten an Clairfayts (Berührungspunkt), im Osten an Eppe-Sauvage, im Süden an Trélon und im Westen an Liessies.

## Bevölkerungsentwicklung
| Jahr                       | 1962 | 1968 | 1975 | 1982 | 1990 | 1999 | 2006 | 2014 | 2021 |
| -------------------------- | ---- | ---- | ---- | ---- | ---- | ---- | ---- | ---- | ---- |
| Einwohner                  | 134  | 137  | 107  | 105  | 128  | 139  | 143  | 156  | 131  |
| Quellen: Cassini und INSEE |      |      |      |      |      |      |      |      |      |

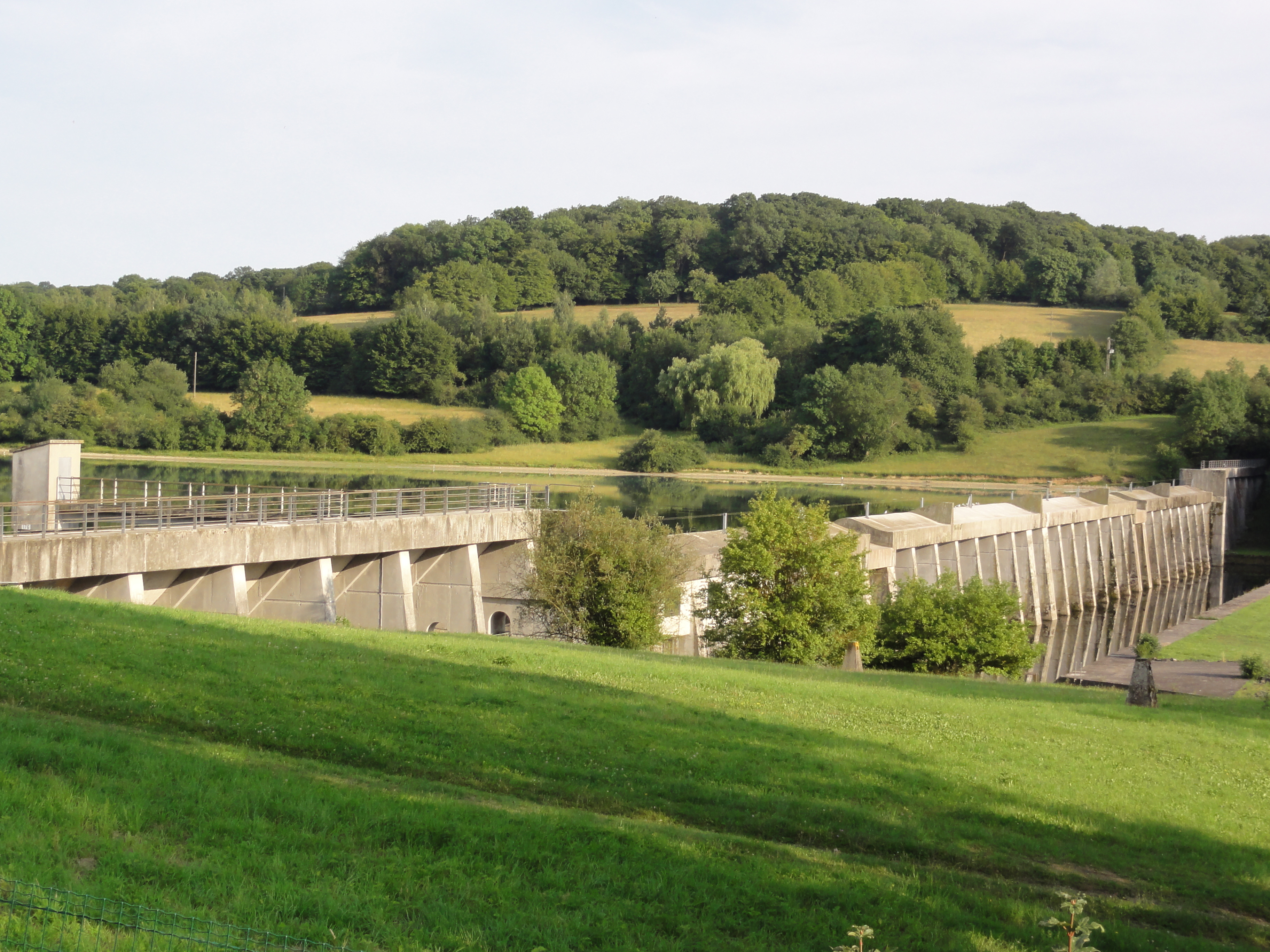
Stausee Lac du Val Joly
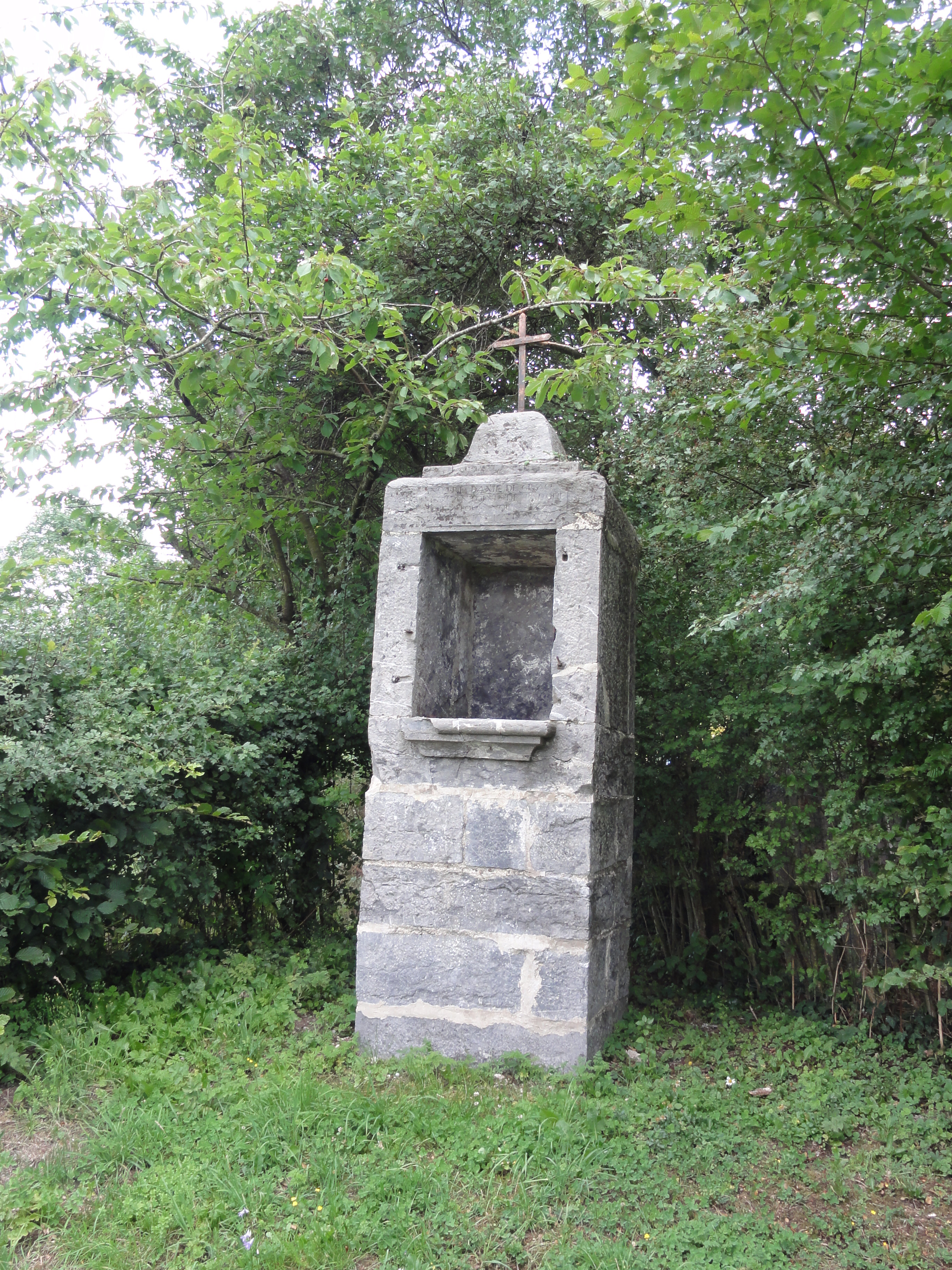
Oratorium Notre-Dame und Saint-Antoine
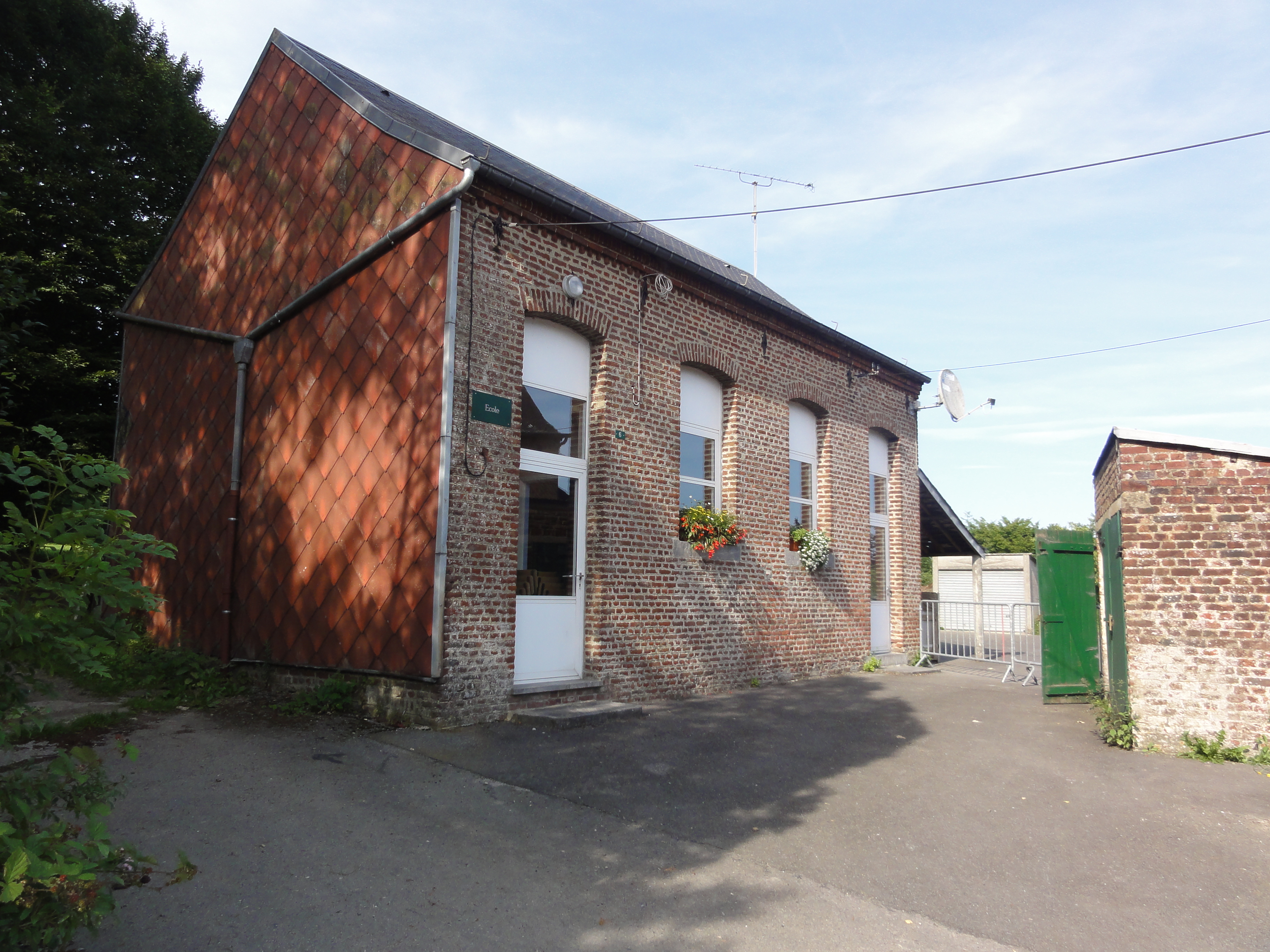
Schule
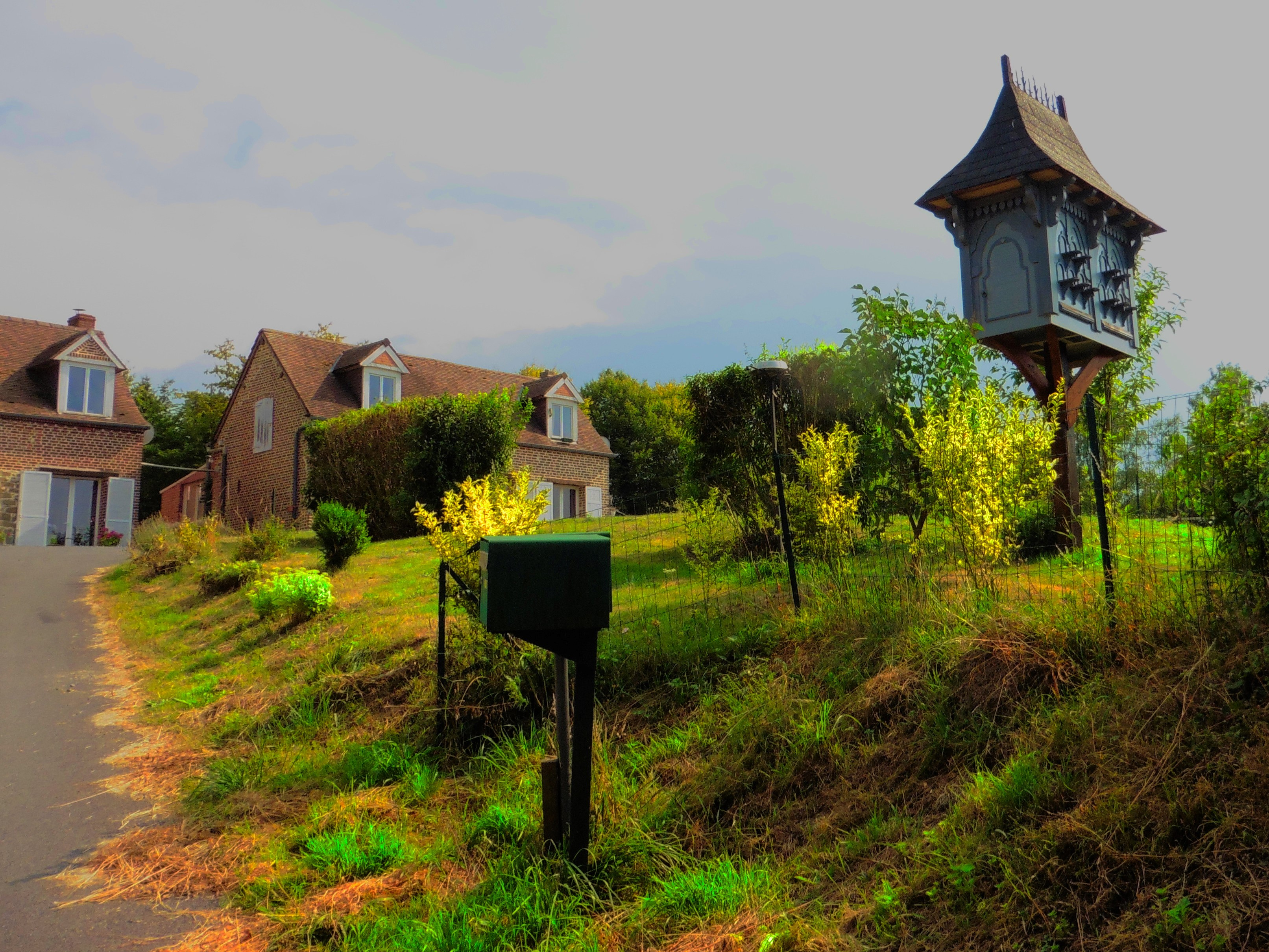
Taubenschlag im Ortsteil Champiau